# 卡尔迪亚
卡尔迪亚（英語：Cardea）古罗马神话女性神祇之一。于每年六月一日进行庆祝。其事迹反映于奥古斯都时代诗人奥维德之记述中，具有重要地影响与积极意义。